# Schardt Verlag

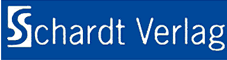
Verlagslogo

Der Schardt Verlag war ein 1998 gegründeter Verlag mit Sitz in Oldenburg (Niedersachsen), der vor allem zeitgenössische Belletristik und Biographien veröffentlichte.

## Programm
Schwerpunkt der knapp 60 Veröffentlichungen im Jahr waren Krimis mit regionalem Bezug (sogenannte Regiokrimis), die etwa die Hälfte der Publikationen ausmachten; aber auch sogenannte Frauenromane oder Romane mit allgemeiner Thematik und eine kleine Sparte Lyrik gehörten zum Programm.

## Autoren
Zu den Autoren des Verlages gehörten Heidrun Bücker, Frank-Peter Hansen, George Tenner, Joe Schlosser, Beatrice Sonntag, Sylvia Voigt und Herbert Wetterauer.

## Geschichte
Hervorgegangen ist der Schardt Verlag aus dem 1987 von Michael Schardt gegründeten Igel Verlag, der sich vor allem auf deutschsprachige Literatur zum Teil vergessener jüdischer Autoren und auf Sachbücher aus dem Bereich Germanistik spezialisierte. Im Jahr 2008, zehn Jahre nach der Verlagsgründung, ging der Schardt Verlag an die langjährige Verlagsmitarbeiterin Renée Repotente über, die ihn bis zur Schließung des Verlages im Jahr 2021 leitete.